# Irské obranné síly

Znak irských obranných sil

Irské obranné síly (irsky Fórsaí Cosanta, oficiálně Óglaigh na hÉireann) tvoří armádu Irska. Zahrnují irskou armádu, letecký sbor, námořní složky a záložní obranné síly
Nejvyšší velitel ozbrojených sil je prezident Irska. Všichni důstojníci obranných sil dostávají rozkazy od prezidenta, ale v praxi jedná jménem prezidenta ministr obrany a podává zprávy irské vládě. Poradním orgánem ministra obrany je Rada obrany.

## Úkol
Stát má dlouhotrvající politiku neagresivity v ozbrojených konfliktech, která zahrnovala neutralitu za druhé světové války. Vojenský potenciál Irska je poměrně skromný. Irsko nevlastní stíhací letouny ani tanky. Nicméně stát má dlouhou historii zapojení do mírových misí OSN. Mezi funkce obranných sil patří:
- Příprava na obranu státu v případě ozbrojeného útoku.
- Pomoc pro Garda Síochána (policejní složky) včetně ochrany vnitřní bezpečnosti státu.
- Mírové operace, krizový management a humanitární operace ve službách OSN.
- Dohled nad rybolovem v souladu se závazky státu v rámci dohod Evropské unie.
- Různé civilní pohotovostní povinnosti požadované vládou, jako je pátrání a záchrana osob, zajišťování vzdušné záchranné služby, zajišťování bezpečné letecké přepravy pro ministry, pomoc v případě přírodních a jiných katastrof, zajišťování zachování základních služeb a pomoc v boji proti znečištění olejem na moři.